# Hambergen
Hambergen – gmina w Niemczech, w kraju związkowym Dolna Saksonia, w powiecie Osterholz, siedziba gminy zbiorowej Hambergen.